# Brandwein Nunataks
Brandwein Nunataks är nunataker i Antarktis. De ligger i Östantarktis. Australien gör anspråk på området.